# Iburg-Aschenhütte
Koordinaten: 51° 43′ 49″ N, 9° 0′ 15″ O

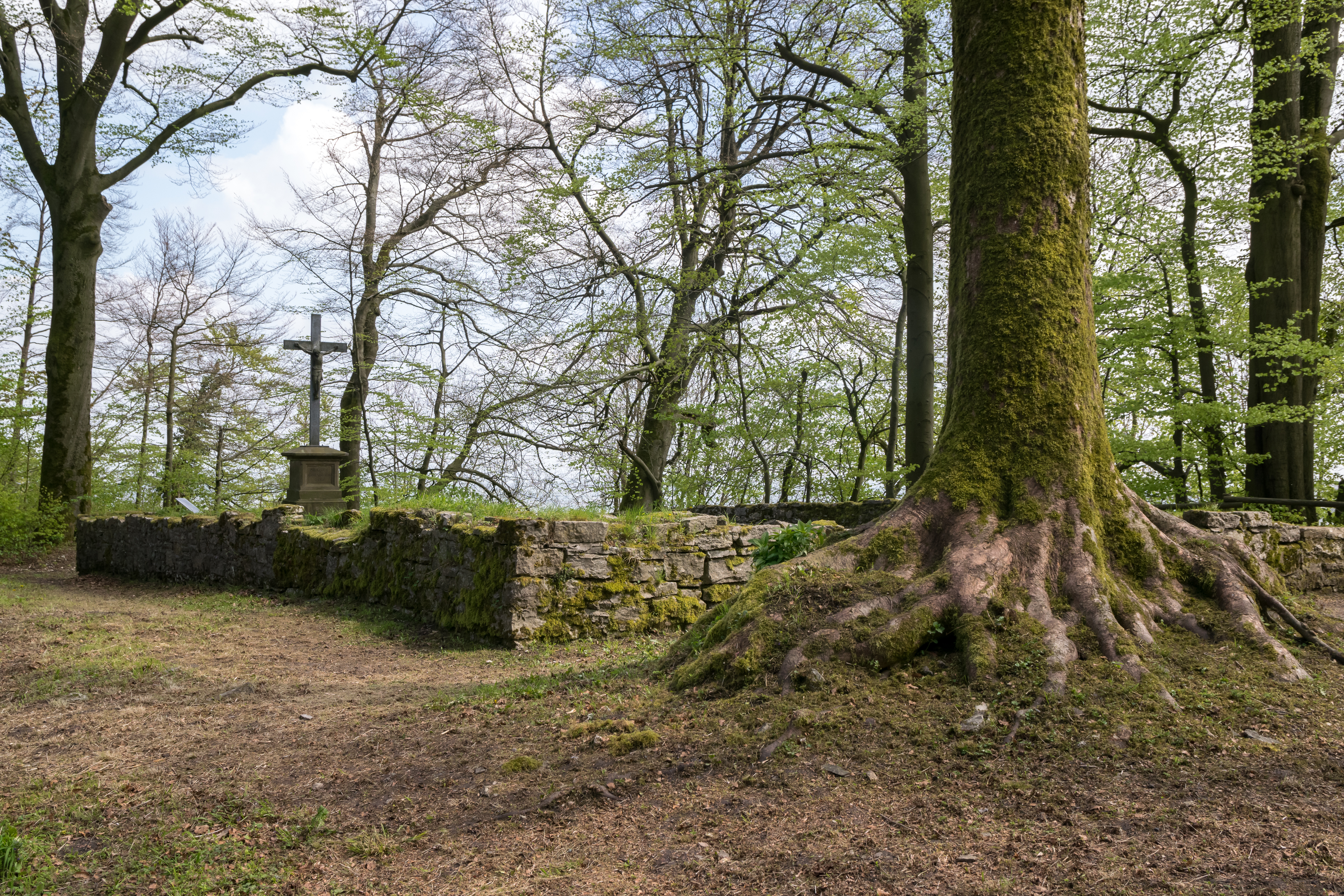
Naturschutzgebiet Iburg-Aschenhütte (Mai 2017)

Das Naturschutzgebiet Iburg-Aschenhütte liegt auf dem Gebiet der Stadt Bad Driburg im Kreis Höxter in Nordrhein-Westfalen.
Das etwa 214,2 ha große Gebiet mit der Schlüssel-Nummer HX-071, das im Jahr 2003 ausgewiesen wurde, erstreckt sich westlich der Kernstadt Bad Driburg. Am nordöstlichen Rand des Gebietes verläuft die B 64.
Namensgebend ist die Ruine der Iburg.